# Ульрих, Карл
Карл Ульрих (1 декабря 1910, Саргемин — 8 мая 1996, Бад-Райхенхалль) — немецкий военачальник нацистской Германии, Оберфюрер войск СС. Последний командир 5-й танковой дивизии СС «Викинг». Кавалер Рыцарского креста с дубовыми листьями.

## Биография

Дивизия СС «Мертвая голова» под Курском, 1943 год. Слева — командир 5-го моторизованного полка СС штурмбаннфюрер СС Отто Баум, справа на переднем плане — командир 3-го батальона того же полка Карл Ульрих

Военную службу начал в пехотном полку, позже в 1934 получил диплом инженера-механика и вступил в SS-Verfügungstruppe, ставшими впоследствии войсками СС. Один из первых членов СС. Член НСДАП, партбилет N 715727.
В 1935 стал командиром 3-го батальона инженерных войск СС.
В 1940 участник французской кампании. За отвагу был награждён Железным крестом 2 класса (18 мая 1940) и 1 класса (1 июля 1940).
В 1941 переведен на Восточный фронт в состав 3-й танковой дивизии СС «Мёртвая голова́».
19 февраля 1942 года за умелые действия при командовании мотоциклетным батальоном и отвагу во время сражения под Демянском штурмбаннфюрер СС Карл Ульрих был награждён Рыцарским крестом Железного креста
В октябре 1944 года был назначен командиром 6-го моторизованного полка СС «Эйке», в октябре того же года за выдающиеся военные заслуги награждён Дубовыми листьями к Рыцарскому кресту Железного креста.
С 9 октября 1944 до 5 мая 1945 — командир танковой дивизии СС «Викинг». Сражался с советскими войсками в Венгрии. Участник Балатонской оборонительной операции.
Незадолго до окончания войны был повышен до звания оберфюрера СС. 12 мая 1945 года со своей дивизией сдался частям союзников. Освобожден в сентябре 1948 года.
После войны Ульрих написал двухтомную историю танковой дивизии СС «Мёртвая голова́», изданную при поддержке общества взаимопомощи бывших членов войск СС (ХИАГ) в Западной Германии.